# (35033) 1981 EA27
1981 EA27 (asteroide 35033) é um asteroide da cintura principal. Possui uma excentricidade de 0.20958290 e uma inclinação de 1.67668º.
Este asteroide foi descoberto no dia 2 de março de 1981 por Schelte J. Bus em Siding Spring.